# Циста пасеменика
Циста пасеменика или епидидимална циста јесте безопасна (бенигна) израслина испуњена течношћу на мушком тестису (тестису). Она је прилично честа и обично не захтева лечење. Многи мушкарци их напипавају у виду туморске масе и забринути су да имају рак тестиса, али само лекар може да уочи разлику прегледом и/или ултразвучним скенирањем, да ли се ради о безопасној или малигној промени.
Мушкарци који имају цисту пасеменика нису изложени повећаном ризику од неплодности ако су иначе доброг здравственог стања.

## Етиопатогеназа
Циста пасеменика тестиса, дугачког уског канала који служи за развој, акумулацију и промовисање сперматозоида код мушкараца је доброћудни (бенигни) рак. Пасеменик такође лучи течност неопходну за сазревање и моторичку активност мушких полних ћелија. Под нормалним условима,  излазних канала здрави мушки сперматозоида нашег тела треба редовно празнити. Мешутим ако под одређеним условима (нпр након повреде) дође до застоја у пражњењу, настаје пуњења пасеменика семеном, и тако настаје цистична формација са капсулом везивног ткива.
Даље повећање цисте изазива прекомерни притисак на вас деференс пасеменика, због чега је нормалан одлив семене течности поремећен, што може резултовати поремећајем репродуктивне функције код мушкараца.
Циста пасеменика обично потичу из периода адолесценције, а напредују и развијају се током времена. Највиши ниво развој је у старости од 30-40 година, а до педесетих година већ је примећена потпуна клиничка слика болести, која може утицати на око 30% укупне мушке популације.

## Клиничка слика
Епидидималне цисте као сперматокеле не изазивају симптоме. Када се открије, епидидимална циста је обично величине зрна грашка и осећа се одвојено од врха тестиса.
Клинички симптоми цисте су обично у каснијим фазама процеса болести, или се јављају у другим случајевима основни болести, а налазе се случајно или током  рутинске инспекције.
Цист пасеменика су обично мала по величини, око 2-5 центиметара у пречнику и практично не узрокује забринутост пацијенту.
Понекад циста може имати перзистентну тенденцију повећања, и у неким случајевима прате је значајни и упорни болови током повлачење, нарочито током физичког напора или сексуалног односа. Понекад циста може да се толико увећа да узрокује неугодност током ходања, седења, моторних активности и прачена је осећајем притиска и тежине у мошницама и перинеуму.

## Дијагноза
Дијагностиковање епидидималних циста обично је лако јер су оне типичне по начину на који се опипавају и лекар може лако да их открије физичким прегледом. Након палпације циста се описује као сферни, мобилни, глатко-еластични и практично безболни тумор у било којој области пасеменика или у сперматичној врпци. Понекад се ствара илузија о наводном "трећем тестису".
Ако лекар није сасвим сигуран о каквој се квржици ради, он може то да установи ултразвучним скенирањем мошница.
У тешким случајевима могу се дијагностиковати супуратвни, инфламаторни и стагнирајући процеси.

## Диференцијална дијагноза
Већина мушкараца са епидидималном цистом је прилично здрава. Постоје нека прилично ретка стања која су повезана са епидидималном цистом:
- Цистична фиброза: наследна болест у којој постоје цисте у плућима, панкреасу и другим деловима тела.

- Полицистичка болест бубрега: наследно стање у коме се цисте развијају у бубрезима и другим деловима тела.

## Терапија
Не захтева третмана. Ако је циста мала и не изазива бол или нелагодност, све што лекар треба да уради је да повремено прати пацијента и евентуално правовремено уочи повећање цисте.
Хируршко уклањање
Велике или болне цисте могу се хируршки уклонити или лечити аспирацијом и ињекцијом супстанце за смањење и облитерацију цисте.
Деци обично није потребно лечење јер већина циста нестаје сама, иако то може потрајати до четири године. Хируршко уклањање може бити неопходно ако постану болни или не почну да се смањују.

## Компликације
Обично епидидималне цисте уопште не изазивају проблеме. Али повремено могу променити ток  и постати веома болне, ако дође до њеног увртања (торзије) која се дешава прилично брзо: у року од око пола сата. Како је увртање цисте јако болно оно обично захтева операцију, којом сециста одврче и уклони.